# Mettler (Western Australia)
Mettler ist ein kleiner Ort im australischen Bundesstaat Western Australia. Es liegt etwa 73 Kilometer nordöstlich von Albany. Der Ort liegt im traditionellen Siedlungsgebiet des Aborigines-Stammes der Mineng.

## Geografie
Im Westen grenzt Mettler an Green Range, im Norden an Kojaneerup South und im Nordosten an Wellstead. 
Im Süden hat Mettler etwa zehn Kilometer Küste an der Great Australian Bight, welche fast ausschließlich aus Strand besteht. Hier finden sich die Strände Cordinup, Salmon Bay und der unbenannte Strand WA 355. Vor der Küste liegt die Insel Haul off Rock.
Durch Mettler fließt der Willyun Creek. Es gibt mehrere kleine Seen, darunter den Mettler Lake. Die beiden Naturreservate Basil Road Nature Reserve und Mettler Lake Nature Reserve schützen kleine Gebiete in der Region.

## Bevölkerung
Der Ort Mettler hatte 2016 eine Bevölkerung von 22 Menschen, davon waren 43,5 % männlich und 56,5 % weiblich.
Das durchschnittliche Alter in Mettler liegt bei 33 Jahren, fünf Jahre unter dem australischen Durchschnitt von 38 Jahren.